# Ester Nilsson (konstnär)
Ester Nilsson, även känd som Ester Elvira Nilsson, född den 17 juli 1887 i Masthuggs församling i Göteborg, död 9 februari 1976 i Örgryte församling, var en svensk konstnär.

## Biografi
Ester Nilssons första arbete var på mönsterverkstaden på Nordiska Industriaktiebolaget (NIAB). Året var 1904 och hon var 17 år. Hon stannade kvar fram till 1909 då hon slutade eftersom hon skulle gifta sig.
Ester Nilsson gifte sig 1909 med Mårten Nilsson, folkskollärare. De bosatte sig först hos hennes föräldrar och de 11 syskonen i Fiskebäck där föräldrarna drev ett jordbruk och en mjölkaffär i saluhallen inne i Göteborg. Tio år senare flyttade de in till Göteborg med sina två barn.
Ester Nilsson fortsatte att hela livet utveckla sitt konstnärskap och började på Slöjdföreningen i Göteborg 1918 och studerade senare, 1922, på Valands konstskola tillsammans med flera Göteborgskolorister under ledning av Tor Bjurström. Hon var då tvåbarnsmor.
Under sin konstnärliga karriär målade Ester Nilsson främst landskap och naturmotiv. Hon var en friluftsmålare och inspirerades av svensk natur, särskilt Bohuslän och Jämtland.
Ester Nilsson höll sin första separatutställning 1947. Vernissagen var samma dag som hennes yngsta son Lennart Atlestam omkom i svenska flygvapnets värsta olycka, i Salerno i Italien på väg hem från Abessinien. Olyckan kom att prägla hennes liv. Målandet var hennes tröst. Den sista separatutställningen var 1974.

Ester Nilsson avled 1976 och är begravd på Östra kyrkogården, Göteborg.